# Chiesa Nuova (Assise)
La Chiesa Nuova est une église située à Assise (Ombrie), en Italie, construite en 1615 sur le site la maison de Pietro di Bernardonenatale, présumée le lieu de naissance de saint François. L'appellation  « Chiesa Nuova » provient du fait qu'il s'agit de la dernière église construite à Assise à cette époque.

## Histoire
L'édifice a été érigé parce que, lors d'une visite à Assise en 1613, Antonio de Trejo, le vicaire général espagnol des franciscains, a été attristé lorsqu'il a vu la maison d'origine de saint François délabrée. Avec l'aide de l'ambassade d'Espagne à Rome et grâce à un don de 6 000 ducats du roi Philippe III d'Espagne, il put acheter la maison.

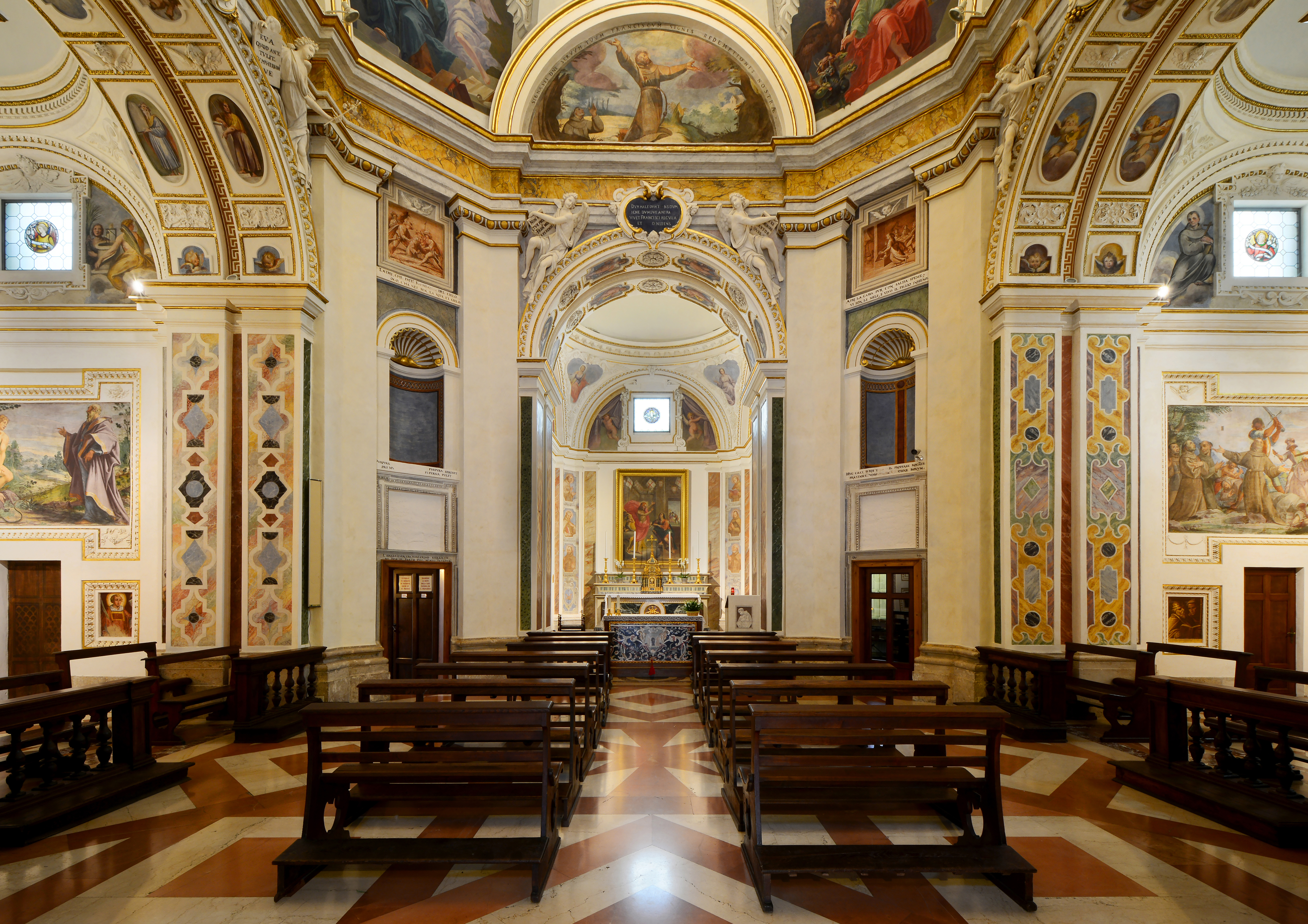
Intérieur

Le pape Paul V authentifie cet achat le 10 juillet 1615 et en bénit la première pierre. Le 20 septembre 1615, cette première pierre est apportée, en procession solennelle, de la cathédrale San Rufino au chantier. L'église a été construite sous la direction du frère Rufino da Cerchiara, qui en est probablement aussi l'architecte.

## Architecture extérieure
L'église, de style Renaissance tardive, présente une haute coupole divisée en caissons, avec lanterne et tambour. Un tel plafond à caissons est une caractéristique de l'architecture de la Renaissance. Le plan est en forme de croix grecque, avec une nef et des transepts de même longueur, inspiré de l'église de Sant'Eligio degli Orefici à Rome, l'une des rares églises conçues et construites par Raphaël. L'église est décorée de fresques de Cesare Sermei et Giacomo Giorgetti (XVIIe siècle).
Le maître-autel est placé au-dessus de la chambre de saint François. On peut également visiter la boutique où François vendait son tissu et la cage d'escalier dans laquelle il fut enfermé par son père. C'est le lieu où François a décidé de répondre à l'appel divin et de renoncer aux biens de ce monde.
Le couvent attenant abrite un musée et une bibliothèque franciscaine avec de nombreux codex et livres rares.